# Frederick Worlock
Frederick Worlock (parfois crédité Frederic Worlock) est un acteur anglais, né le 14 décembre 1886 à Londres (Angleterre), mort le 1er août 1973 à Woodland Hills (Los Angeles, Californie).

## Biographie
Au cinéma, hormis deux courts métrages en 1914 et 1928, Frederick Worlock fait carrière entre 1939 et 1970 ; il apparaît en tout dans 80 films (majoritairement américains, étant installé aux États-Unis depuis les années 1920). En particulier, il est connu pour ses divers rôles dans six films — réalisés par Roy William Neill — consacrés à Sherlock Holmes, de 1943 à 1946, aux côtés de Basil Rathbone (Sherlock Holmes) et Nigel Bruce (Docteur Watson).
Pour la télévision, il participe à quelques séries et à deux téléfilms, entre 1951 et 1968.
Au théâtre, il débute en 1906 dans son pays natal. Aux États-Unis, il joue à Broadway de 1923 à 1952.

## Filmographie partielle

### Au cinéma
- 1939 : Miracles à vendre (Miracles for Sale) de Tod Browning
- 1939 : La Dame des tropiques (Lady of the Tropics) de Jack Conway
- 1940 : Nuits birmanes (Moon over Burma) de Louis King
- 1940 : L'Aigle des mers (The Sea Hawk) de Michael Curtiz
- 1940 : Le Gangster de Chicago (The Earl of Chicago) de Richard Thorpe et Victor Saville
- 1940 : Le Grand Passage (Northwest Passage), de King Vidor
- 1940 : Le Cargo maudit (Strange Cargo) de Frank Borzage
- 1941 : Les Trappeurs de l'Hudson (Hudson's Bay) de Irving Pichel
- 1941 : La Proie du mort (Rage in Heaven) de W. S. Van Dyke
- 1941 : Un Yankee dans la RAF (A Yank in the RAF) d'Henry King
- 1941 : Chasse à l'homme (Man Hunt) de Fritz Lang
- 1941 : Cinquième Bureau (International Lady) de Tim Whelan
- 1941 : Docteur Jekyll et Mister Hyde (Dr. Jekyll and Mr. Hyde) de Victor Fleming
- 1941 : Free and Easy de George Sidney
- 1941 : Qu'elle était verte ma vallée (How Green was my Valley) de John Ford
- 1942 : Le Cygne noir (The Black Swan) d'Henry King
- 1942 : Prisonniers du passé (Random Harvest) de Mervyn LeRoy
- 1942 : Les Chevaliers du ciel (Captains in the Clouds) de Michael Curtiz
- 1942 : London Blackout Murders de George Sherman
- 1943 : Sherlock Holmes à Washington (Sherlock Holmes in Washington) de Roy William Neill
- 1943 : The Mantrap de George Sherman
- 1943 : Madame Curie (titre original) de Mervyn LeRoy
- 1943 : Sahara de Zoltan Korda (voix)
- 1943 : Échec à la mort (Sherlock Holmes faces Death) de Roy William Neill
- 1943 : Laurel et Hardy chefs d'îlot (Air Raid Wardens) d'Edward Sedgwick
- 1943 : Jane Eyre de Robert Stevenson
- 1943 : Passeport pour Suez (Passport to Suez) d'André de Toth
- 1944 : Le Porte-avions X (Wing and a Prayer) d'Henry Hathaway
- 1944 : Jack l'Éventreur (The Lodger) de John Brahm
- 1944 : Le Grand National (National Velvet) de Clarence Brown
- 1945 : The Fatal Witness de Lesley Selander
- 1945 : Le Portrait de Dorian Gray (The Picture of Dorian Gray) d'Albert Lewin
- 1945 : La Femme en vert (The Woman in Green) de Roy William Neill
- 1945 : Hangover Square de John Brahm
- 1945 : Mission à Alger (Pursuit to Algiers) de Roy William Neill
- 1945 : Le Capitaine Kidd (Captain Kidd) de Rowland V. Lee
- 1946 : Le Train de la mort (Terror by Night) de Roy William Neill
- 1946 : Le Médaillon (The Locket) de John Brahm
- 1946 : La Clef ou Sherlock Holmes et la Clef (Dressed To Kill) de Roy William Neill
- 1947 : Le Dernier des peaux-rouges (Last of the Redmen) de George Sherman
- 1947 : Singapour (Singapore) de John Brahm
- 1947 : L'Amour d'un inconnu (Love from a Stranger) de Richard Whorf
- 1947 : Othello (A Double Life) de George Cukor
- 1947 : Suprême aveu (The Imperfect Lady) de Lewis Allen
- 1947 : L'Affaire Macomber (The Macomber Affair) de Zoltan Korda
- 1947 : Ambre (Forever Amber) d'Otto Preminger
- 1948 : Jeanne d'Arc (Joan of Arc) de Victor Fleming
- 1948 : Johnny Belinda de Jean Negulesco
- 1948 : The Woman in White de Peter Godfrey
- 1948 : L'Impitoyable (Ruthless) d'Edgar Georg Ulmer
- 1948 : Vengeance de femme (A Woman Vengeance) de Zoltan Korda
- 1949 : Un Yankee à la cour du roi Arthur (A Connecticut Yankee in King Arthur's Court) de Tay Garnett
- 1959 : Bagarre au-dessus de l'Atlantique (Jet Over the Atlantic) de Byron Haskin
- 1960 : Spartacus de Stanley Kubrick
- 1961 : Les 101 Dalmatiens (One Hundred and One Dalmatians) de Clyde Geronimi, Wolfgang Reitherman et Hamilton Luske (voix)
- 1962 : L'Inquiétante Dame en noir (The Notorious Landlady) de Richard Quine
- 1966 : Le Tombeur de ces demoiselles (Spinout) de Norman Taurog
- 1970 : Airport de George Seaton

### À la télévision
- 1954 : Richard II, téléfilm de George Schaefer
- 1957-1959 : Série Alfred Hitchcock présente (Alfred Hitchcock presents), Saison 2, épisode 36 Father and Son (1957) ; Saison 3, épisode 34 The Crocodile Case (1958) et épisode 38 The Impromptu Murder (1958) ; Saison 4, épisode 21 Relative Value (1958)
- 1959-1962 : Première série Perry Mason, Saison 2, épisode 17 The Case of the Romantic Rogue (1959), épisode 22 The Case of the Bedeviled Doctor (1959) et épisode 26 The Case of the Dangerous Dowager (1959) ; Saison 5, épisode 3 The Case of the Missing Melody (1961) ; Saison 6, épisode 11 The Case of the Fickle Filly (1962)

## Théâtre (sélection)
(pièces exclusivement)

### En Angleterre
- 1906-1907 : Henri V (Henry V) de William Shakespeare, avec Helen Haye (à Bristol)
- 1918-1919 : L'Aiglon d'Edmond Rostand (à Londres)
- 1919-1920 : Come out of the Kitchen d'Alice Duer Miller, avec John Williams (à Bristol)
- 1920-1921 : Love d'A. Arabian (avec Stanley Logan) et M'Lady d'Edgar Wallace (à Londres)

### À Broadway
- 1923 : Scaramouche, adaptation d'après le roman éponyme de Rafael Sabatini (porté à l'écran en 1923, puis en 1952), avec Sidney Blackmer, Margalo Gillmore, Allyn Joslyn, J.M. Kerrigan
- 1924 : The Moon-Flower de Lajos Biró, adaptation de Zoe Akins, avec Elsie Ferguson[1]
- 1924 : The Far Cry d'Arthur Richman, avec Margalo Gillmore, Lucile Watson
- 1925 : Si je voulais... (She had to know) de Paul Géraldy, adaptation de Grace George, mise en scène de John Cromwell
- 1925 : La Grande Duchesse et le Garçon d'étage (The Grand Duchess and the Waiter) d'Alfred Savoir, adaptation mise en scène par Frank Reicher, avec Elsie Ferguson, Basil Rathbone, Alison Skipworth
- 1927 : Jules César (Julius Caesar) de William Shakespeare, avec Thomas Chalmers, Harry Davenport, Pedro de Cordoba, Tyrone Power Sr., Basil Rathbone, Ivan F. Simpson
- 1928 : The Furies de Zoe Akins, mise en scène de George Cukor
- 1928 : The Common Sin de (mise en scène et produite par) Willard Mack, avec Thurston Hall, Lee Patrick
- 1929 : Hedda Gabler d'Henrik Ibsen
- 1929 : Scotland Yard de Denison Cliff, avec Paul Cavanagh, Edward Rigby
- 1929-1930 : Damn your Honor de Bayard Veiller et Becky Gardiner, avec John Halliday, Jessie Royce Landis
- 1930 : Mayfair de Laurence Eyre, avec Arthur Hohl
- 1930-1931 : The Greeks had a Word for It de Zoe Akins, avec Don Beddoe, Verree Teasdale
- 1932 : The Truth about Blayds d'Alan Alexander Milne
- 1932 : La Dame aux camélias (Camille) d'Alexandre Dumas fils, adaptation de Robert Edmond Jones, Edna et Delos Chappell, avec Lillian Gish, Cora Witherspoon (adaptée au cinéma en 1936)
- 1933 : Foolscap de Gennaro Mario Curci et Eduardo Ciannelli, avec E. Ciannelli, Alan Marshal, Henry O'Neill, Richard Whorf
- 1933-1934 : Jezebel d'Owen Davis, avec Joseph Cotten, Miriam Hopkins, Cora Witherspoon (adaptée au cinéma en 1938)
- 1934-1935 : Dodsworth de Sidney Howard, d'après Sinclair Lewis, avec Walter Huston, Fay Bainter, Charles Halton, Kent Smith, John Williams (adaptée au cinéma en 1936)
- 1935 : On Stage de B. M. Kaye, avec Alan Marshal, Selena Royle
- 1936-1937 : Tovaritch (Tovarich) de Jacques Deval, adaptation de Robert E. Sherwood, avec John Halliday (adaptée au cinéma en 1937)
- 1937 : The Amazing Dr. Clitterhouse de Barré Lyndon, mise en scène de Lewis Allen, avec Cedric Hardwicke
- 1937 : Richard II de William Shakespeare, avec Maurice Evans, Ian Keith, Rhys Williams
- 1940 : Suspect d'Edward Percy et Reginald Denham
- 1941 : Anne of England de Mary Cass Canfield et Ethel Borden, d'après Norman Ginsbury, avec Leo G. Carroll, Flora Robson, Jessica Tandy
- 1949 : Médée d'Euripide, adaptation de Robinson Jeffers, avec Judith Anderson
- 1951 : Richard II de William Shakespeare, avec Betsy Blair, Maurice Evans, George Roy Hill, Kent Smith
- 1951-1952 : Sainte Jeanne (Saint Joan) de George Bernard Shaw, avec Uta Hagen, Alexander Scourby